# Betonárna

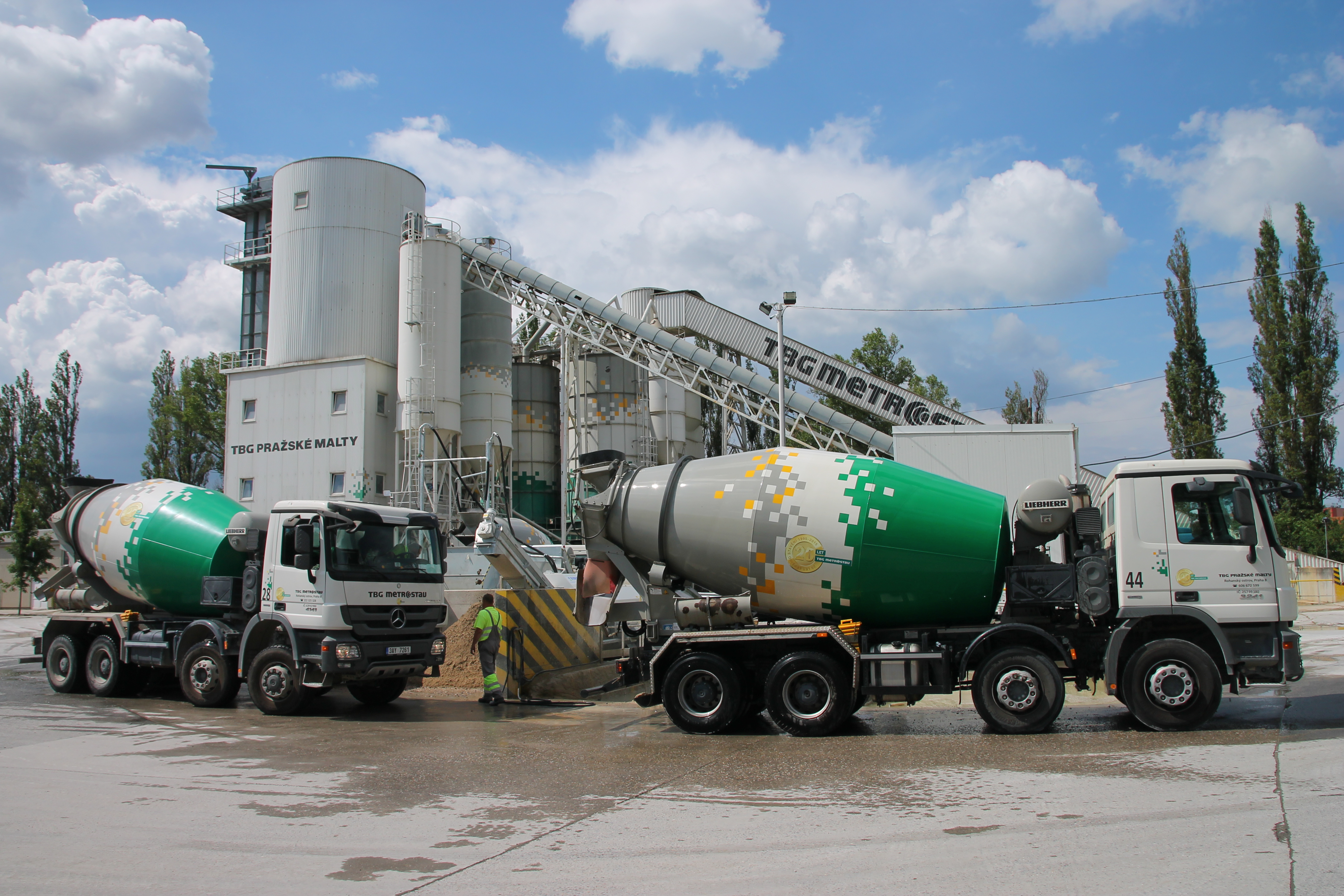
Betonárna v Karlíně

Betonárna (někdy nazývaná betonárka) je průmyslové zařízení používané k výrobě betonu. Ten v něm vzniká smícháním kameniva, písku, cementu, vody a obvykle dalších příměsí, kterými bývají nejčastěji popílek, struska, kamenná moučka a chemické přísady, zejména plastfikátory, urychlovače, nebo zpomalovače.
Betonárna má různé součásti: především to je míchačka, zásobníky na kamenivo, sila na cement, dávkovače kameniva, dávkovače cementu, dopravníky, ohřívače, chladicí jednotky, velín a další jako prachové filtry, recyklační zařízení apod.

## Hlavní součásti betonárny

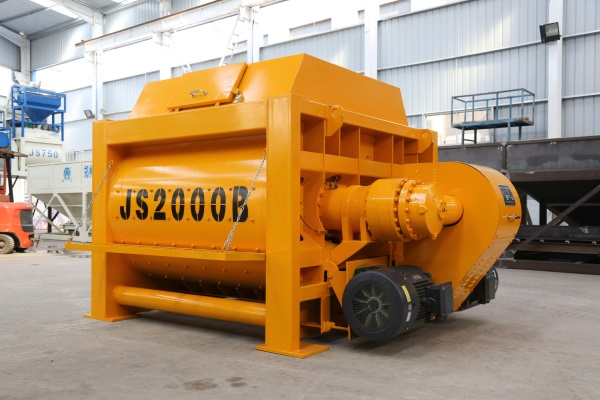
Dvouhřídelová míchačka na beton, která je v betonárnách nejběžnější

### Míchačka

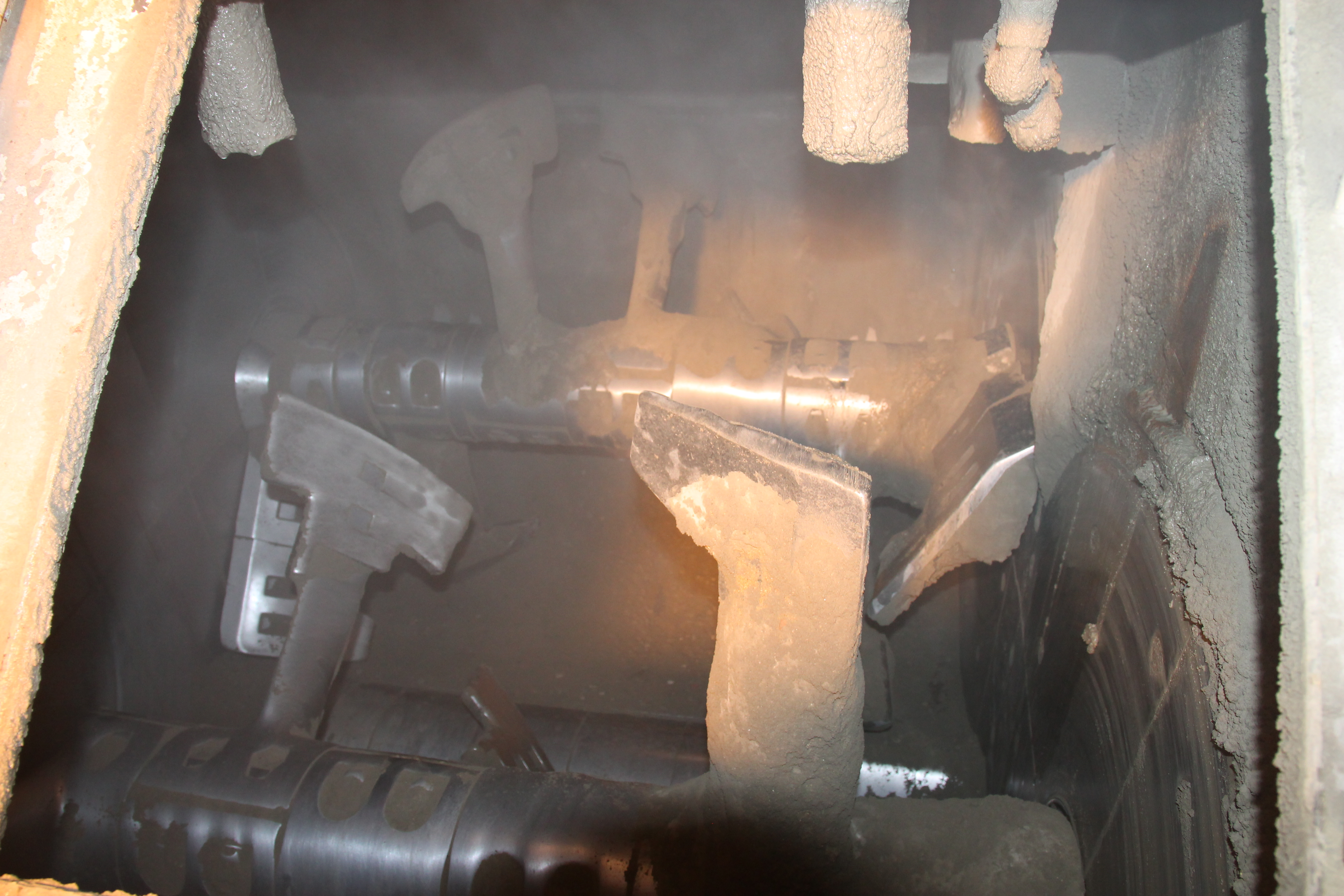
Pohled do míchačky za provozu

Základním komponentem betonárny je míchačka. Její technické řešení bývá různé. Dvouhřídelová míchačka produkuje homogenní betonovou směs pomocí motorů s vysokým výkonem. Tento typ převládá v Evropě a dalších částech světa, kdežto v Severní Americe je převládajícím typem míchačka s naklápěcím bubnem, který je schopen vyrobit najednou poměrně velkou dávku betonové směsi. Ve výrobnách prefabrikovaných dílců je běžnější talířová míchačka. Vyprázdnění míchačky se provádí obvykle výpustným trychtýřem.
V sestavě betonárny připadají na jednu míchačku obvykle dvě sila na cement a čtyři zásobníky kameniva.

### Zásobníky kameniva
Zásobníky kameniva slouží ke skladování a dávkování hrubých frakcí plniva (písku, štěrku a drceného kamene). Kvůli oddělení jednotlivých frakcí od sebe mívají zásobníky 2 až 6 oddělení.
Zásobníky obvykle bývají vybaveny dávkovači. Existuje mnoho typů dávkovačů kameniva, ale většina z nich odměřuje kamenivo vážením, a to pomocí vážící násypky, nebo vážícího pásu.

### Sila

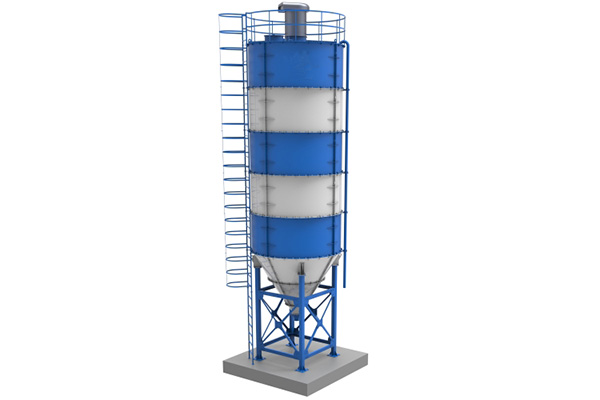
Vertikální silo na cement

Sila na cement jsou nepostradatelným zařízením při výrobě betonu. Zabraňují předčasné hydrataci cementu. Skladují se v nich všechny jemné frakce, zejména sypký cement, popílek, kamenná moučka a další. Existují tři typy cementových sil, šroubovaná cementová sila, horizontální cementová sila a integrovaná cementová sila. Integrovaná cementová sila jsou kompletně vyrobena v továrně a lze je do sestavy osadit přímo. Šroubované cementové silo se skládá z několika dílů, které se spojují sešroubováním, což umožňuje snadnou montáž a demontáž. Horizontální cementová sila mají nižší požadavky na základy a lze je bez demontáže přepravovat nákladním automobilem nebo podvalníkem.

### Dopravníky

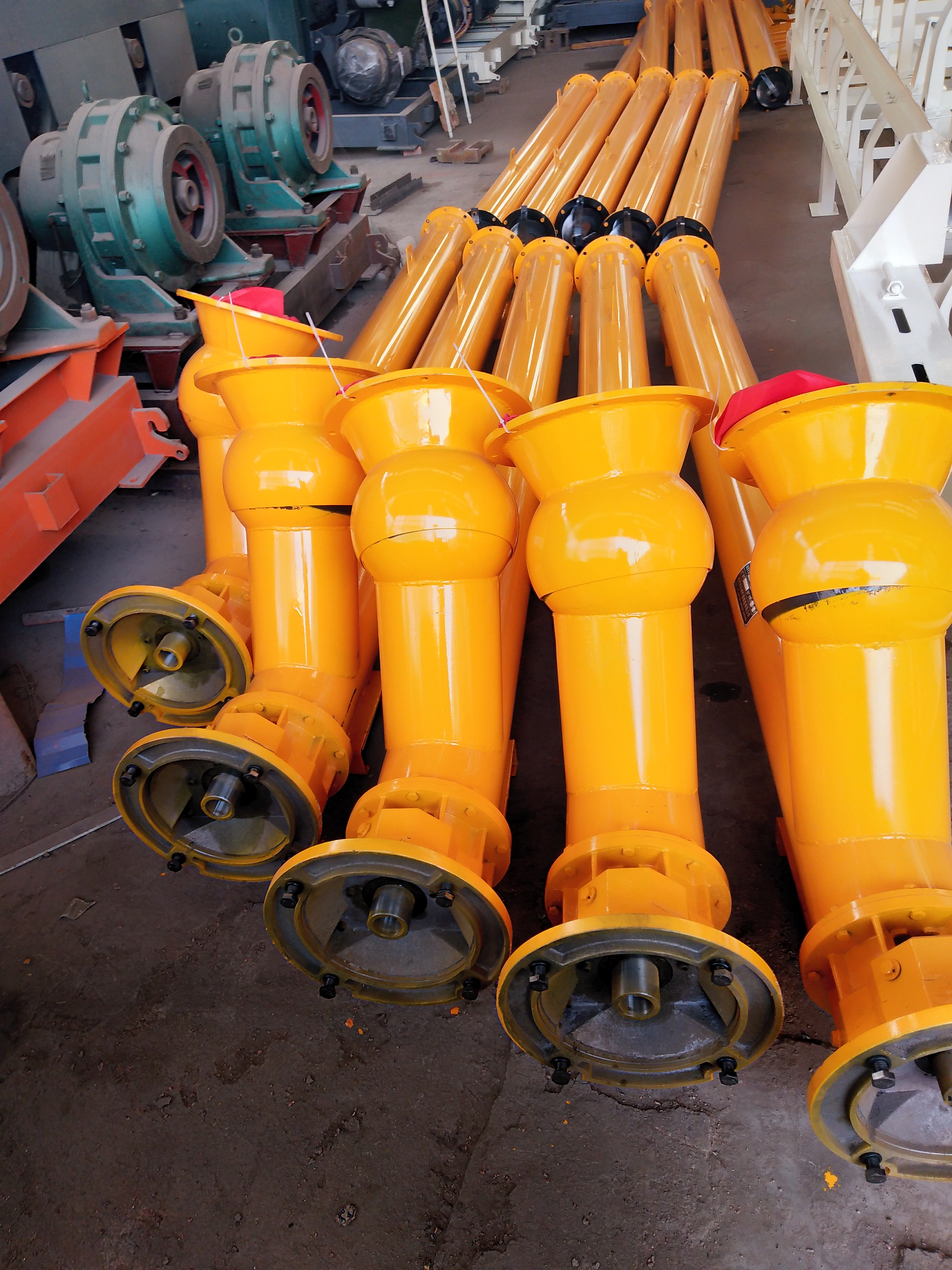
Šnekový dopravník

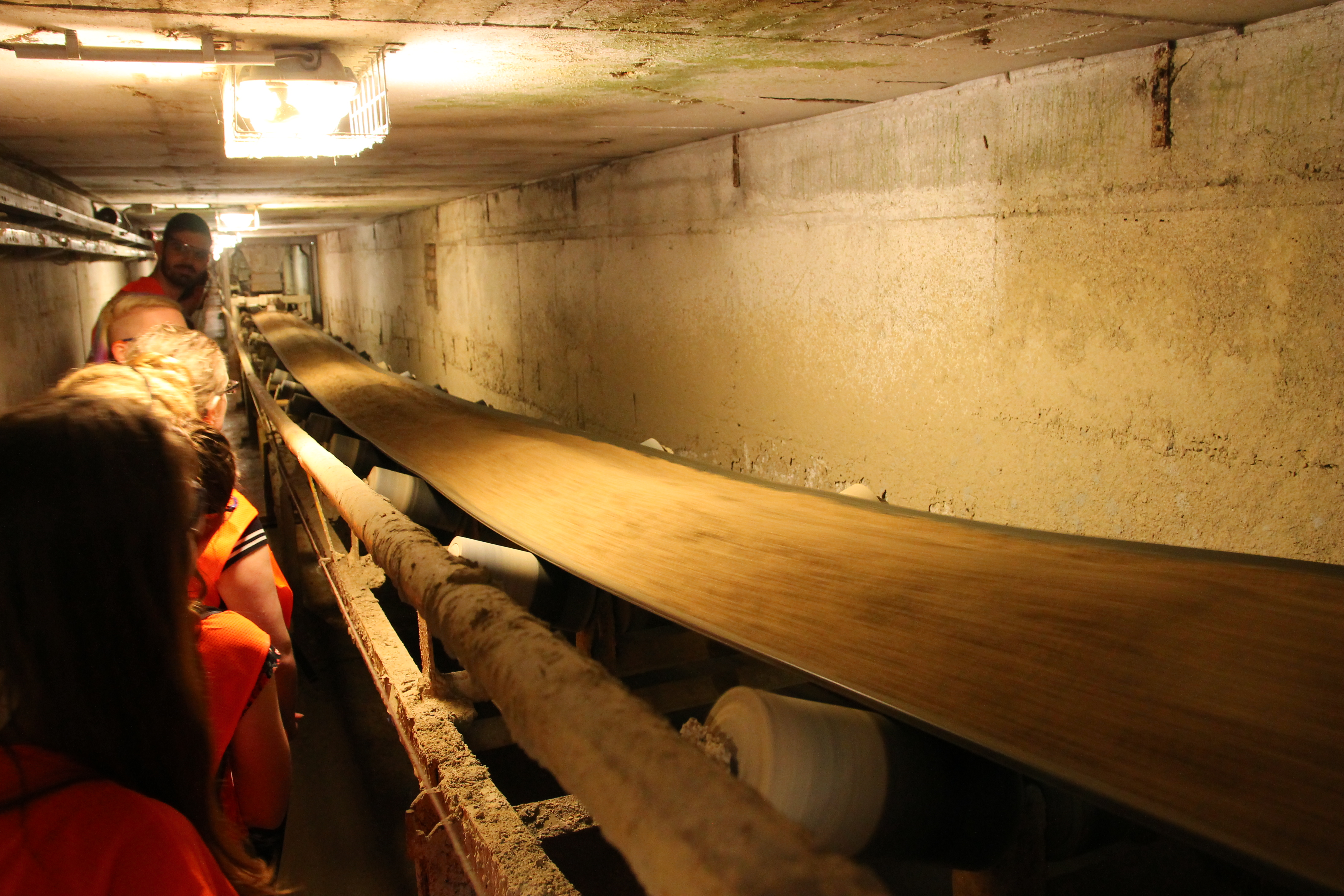
Pásový dopravník kameniva

Dopravníky přemisťují pevné složky betonu ze zásobníků a sil do míchacího zařízení. Pro dopravu ze sil se používá téměř výhradně šnekový dopravník, kdežto materiály umístěné v zásobnících jsou vesměs přepravovány pásovým dopravníkem, který mívá obvykle šířku 60 až 120 cm.

### Řídicí systém

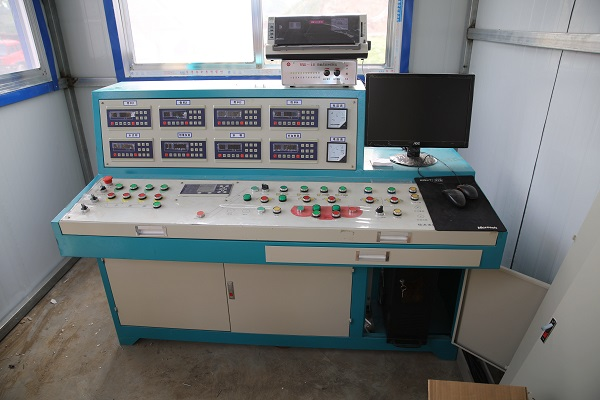
Centrální řídicí jednotka ve velíně

Automatizovaný řídicí systém je elektronické řízení výroby, které má obvykle výstup ve velíně. Umožňuje rychlé a přesné měření vstupních hodnot a jejich vyhodnocení. Kvalita betonu významně závisí na přesném měření vody. Do systému jsou běžně zařazeny procesy digitálního vážení jemných frakcí, zejména cementu. U kameniva se kromě hmotnosti zjišťuje pomocí čidel vlhkost, aby se mohl regulovat celkový objem vody a automaticky se dosáhlo vodního součinitele požadovaného v návrhu směsi. Vlhkostní sondy fungují dobře pouze v písku a u větších agregátů mají okrajové výsledky.

## Typy
Pro betonárny existuje mnoho klasifikačních standardů, které se lokálně značně liší. Betonárny lze dělit druhu vyráběné betonové směsi, nebo podle přemístitelnosti na stacionární a mobilní.

### Betonárna na mokrou směs
Betonárna na mokrou směs mísí některé anebo všechny složky betonu vodou přímo v betonárně, což znamená, že beton je míchán na jednom místě a poté jednoduše domícháván na cestě na staveniště, aby se zabránilo mechanickému rozpojení jednotlivých částí. V některých zemích je přeprava zajišťována nákladními automobily s otevřenou korbou.
Výroba mokré směsi centrálním mísením zajišťuje stejnou kvalitu všech dávek a umožňuje provedení prvotní kontroly kvality odběrem vzorku při vypouštění z centrální míchačky.

### Betonárna na suchou směs
Betonárna na suchou směs váží písek, štěrk a cement na digitálních nebo ručních vahách. Všechny pevné složky jsou poté vypuštěny do skluzu, který je vysype do domíchávače. Voda se mezitím buď váží, nebo se objemově odměřuje a do domíchávače vypouští stejným plnicím skluzem. K promíchání pak dochází během přepravy, přičemž k dosažení řádné kvality směsi je třeba nejméně 70 až 100 otáček přepravního bubnu.
Výroba jedné dávky suché směsi je obecně kratší (5 minut nebo méně) a na vstupu je konzistentnější. Výsledná vyrobená směs (po přepravě) obvykle vykazuje větší směrodatnou odchylku pevnosti, přičemž odchylky vznikají kvůli nestejné době míchání, stavu míchacího bubnu, dopravním podmínkám atd.
Některé betonárny kombinují výrobu suché i mokré směsi kvůli zvýšení produkce nebo ze sezónních důvodů.

### Mobilní betonárna
Mobilní betonárna je velmi efektivní, spolehlivé a nákladově výhodné zařízení na výrobu dávek betonu. Umožňuje uživateli dávkovat beton na většině míst, poté se přesunout na jiné místo a dávkovat beton. Mobilní betonárny jsou nejlepší volbou pro dočasné projekty na stavbách nebo dokonce pro pevné výrobny, kde je faktorem výška zařízení nebo kde je požadovaná rychlost výroby nižší. Mobilní betonárny jsou řešeny jako skládané konstrukce jednotlivých kontejnerů s osazenou technologií. Výkony se pohybují v rozmezí od 25 m³/hod do 120 m³/hod.
Mobilní betonárnu je výhodné postavit na velkém staveništi. V některých zemích je i dočasné umístění mobilních betonáren omezováno předpisy, zejména ekologickými.

### Stacionární betonárna
Stacionární betonárna je určena pro výrobu vysoce kvalitního betonu. Má výhody velkého výkonu, vysoké účinnosti, vysoké stability a vysoké specifikace. Výroba je spolehlivá a flexibilní, má nízké náklady na údržbu a nízkou poruchovost. Stacionární betonárny jsou široce používány na různých stavbách, jako jsou silnice a mosty, přístavy, tunely, přehrady a budovy. Výkony se pohybují v rozmezí od 45 m³/hod do 120 m³/hod.

## Výrobní proces
Výrobu standardní mokré směsi popisuje diagram níže. Při výrobě suché směsi dávkování vody odpadá.
| Dávkování kameniva | Dávkování kameniva | Dávkování kameniva | Dávkování kameniva | Dávkování kameniva | Dávkování kameniva |  |  | Dávkování cementu | Dávkování cementu | Dávkování cementu | Dávkování cementu | Dávkování cementu | Dávkování cementu |  |  |                  |                  |                  |                  |                  |                  |
| Dávkování kameniva | Dávkování kameniva | Dávkování kameniva | Dávkování kameniva | Dávkování kameniva | Dávkování kameniva |  |  | Dávkování cementu | Dávkování cementu | Dávkování cementu | Dávkování cementu | Dávkování cementu | Dávkování cementu |  |  |                  |                  |                  |                  |                  |                  |
|                    |                    |                    |                    |                    |                    |  |  |                   |                   |                   |                   |                   |                   |  |  |                  |                  |                  |                  |                  |                  |
|                    |                    |                    |                    |                    |                    |  |  |                   |                   |                   |                   |                   |                   |  |  |                  |                  |                  |                  |                  |                  |
| Měření vlhkosti    | Měření vlhkosti    | Měření vlhkosti    | Měření vlhkosti    | Měření vlhkosti    | Měření vlhkosti    |  |  | Šnekový dopravník | Šnekový dopravník | Šnekový dopravník | Šnekový dopravník | Šnekový dopravník | Šnekový dopravník |  |  |                  |                  |                  |                  |                  |                  |
| Měření vlhkosti    | Měření vlhkosti    | Měření vlhkosti    | Měření vlhkosti    | Měření vlhkosti    | Měření vlhkosti    |  |  | Šnekový dopravník | Šnekový dopravník | Šnekový dopravník | Šnekový dopravník | Šnekový dopravník | Šnekový dopravník |  |  |                  |                  |                  |                  |                  |                  |
|                    |                    |                    |                    |                    |                    |  |  |                   |                   |                   |                   |                   |                   |  |  |                  |                  |                  |                  |                  |                  |
|                    |                    |                    |                    |                    |                    |  |  |                   |                   |                   |                   |                   |                   |  |  |                  |                  |                  |                  |                  |                  |
| Vážení kameniva    | Vážení kameniva    | Vážení kameniva    | Vážení kameniva    | Vážení kameniva    | Vážení kameniva    |  |  | Vážení cementu    | Vážení cementu    | Vážení cementu    | Vážení cementu    | Vážení cementu    | Vážení cementu    |  |  | Dávkování vody   | Dávkování vody   | Dávkování vody   | Dávkování vody   | Dávkování vody   | Dávkování vody   |
| Vážení kameniva    | Vážení kameniva    | Vážení kameniva    | Vážení kameniva    | Vážení kameniva    | Vážení kameniva    |  |  | Vážení cementu    | Vážení cementu    | Vážení cementu    | Vážení cementu    | Vážení cementu    | Vážení cementu    |  |  | Dávkování vody   | Dávkování vody   | Dávkování vody   | Dávkování vody   | Dávkování vody   | Dávkování vody   |
|                    |                    |                    |                    |                    |                    |  |  |                   |                   |                   |                   |                   |                   |  |  |                  |                  |                  |                  |                  |                  |
|                    |                    |                    |                    |                    |                    |  |  |                   |                   |                   |                   |                   |                   |  |  |                  |                  |                  |                  |                  |                  |
|                    |                    |                    |                    |                    |                    |  |  | Míchání           | Míchání           | Míchání           | Míchání           | Míchání           | Míchání           |  |  | Dávkování přísad | Dávkování přísad | Dávkování přísad | Dávkování přísad | Dávkování přísad | Dávkování přísad |
|                    |                    |                    |                    |                    |                    |  |  | Míchání           | Míchání           | Míchání           | Míchání           | Míchání           | Míchání           |  |  | Dávkování přísad | Dávkování přísad | Dávkování přísad | Dávkování přísad | Dávkování přísad | Dávkování přísad |
|                    |                    |                    |                    |                    |                    |  |  |                   |                   |                   |                   |                   |                   |  |  |                  |                  |                  |                  |                  |                  |
|                    |                    |                    |                    |                    |                    |  |  |                   |                   |                   |                   |                   |                   |  |  |                  |                  |                  |                  |                  |                  |
|                    |                    |                    |                    |                    |                    |  |  | Vypouštění směsi  |                   |                   |                   |                   |                   |  |  |                  |                  |                  |                  |                  |                  |
|                    |                    |                    |                    |                    |                    |  |  |                   |                   |                   |                   |                   |                   |  |  |                  |                  |                  |                  |                  |                  |

Pokud je betonárna provozována za teplot výrazně vzdálených od optimálního teplotního rozmezí (15–25 °C) musí být vybavena zařízením k udržení požadované kvality čerstvého betonu. Proti vlivu nízkých teplot je třeba ochránit nejdůležitější součásti zařízení (míchačky betonu a dopravní, dávkovací a vážící zařízení). To se řeší jejich uzavřením, izolováním a vytápěním. K zamezení poklesu teploty během přepravy se vyrábí teplý beton. Jednak lze zahřívat kamenivo tím, že se do spodní části zásobníků vhání horký vzduch a zahřívá ho, jednak lze předehřívat záměsnou vodu. Při vysokých teplotách se betonová směs chladí. Primárně se chladí záměsná voda, a to pomocí chladičů (chillerů), nebo přimícháváním ledové tříště, nebo lze hotovou směs chladit tekutým dusíkem. Tekutý dusík lze také vpouštět do bubnů domíchávačů před zahájením přepravy.

## Užití
Výsledným produktem betonáren je čerstvá betonová směs, která se zejména používá k výrobě monolitických betonových konstrukcí a betonových prefabrikátů; také se vyžívá jako silniční beton v dopravním stavitelství.

### Transportní beton
Globální trh s transportním betonem (anglicky Ready Mix Concrete – RMC) měl v roce 2017 objem 394,44 miliardy USD a očekává se, že do konce roku 2025 dosáhne 624,82 miliardy USD, přičemž mezi roky 2016 a 2022 poroste o 5,92 %. Betonárny se obvykle se nachází uvnitř měst a hotový beton se na stavby dopravuje autodomíchávači. Výrobny transportního betonu splňují vyšší požadavky na životnost, spolehlivost, bezpečnost a ochranu životního prostředí.

### Výroba prefabrikátů
Betonový prefabrikát (anglicky PC component) je betonový výrobek, který se vyrábí standardizovaným procesem v továrně. Ve srovnání s monolitickým betonem lze prefabrikovaný beton vyrábět, ukládat a vytvrzovat po dávkách. Výrobna prefabrikovaného betonu zabezpečuje zároveň bezpečnější stavební prostředí, nižší náklady a vysoce kvalitní výrobky. Použití prefabrikátů zkracuje délku výstavby. Kromě vlastního stavebnictví se prefabrikáty široce uplatňují v dopravě, ochraně vod a dalších oblastech.
Po celém světě jsou výrobny betonových prefabrikátů průmyslovými giganty. Mohou jim být svěřeny dodávky nejkritičtějších segmentů používaných pro celosvětovou infrastrukturu, včetně budov, mostů, parkovacích domů, povrchů silnic, opěrných zdí atp.

## Vliv na prostředí
Obce, zejména v městských nebo obytných oblastech, se obávají znečištění betonárnami. Hlavním zdrojem emisí pevných částic do ovzduší je překládka materiálů, zejména jemných frakcí, jako je cement, a to při absenci vhodných systémů odsávání prachu a filtrů. Rovněž expedice je velkým emisním bodem znečištění prachem a dá se jí čelit instalací centrálního odsavače prachu, což používá mnoho výrobců betonu. Znečištění pocházející z betonáren na suché směsí (suchá nakládka) je kvůli způsobu výroby a nakládky podstatně vyšší než z betonáren na mokrou směs. Dalším zdrojem obav je významná spotřeba vody a zajištění její cirkulace v uzavřeném cyklu výroby.
Aby se zabránilo znečišťování, přidávají se do sestavy betonáren zařízení, která nejsou z hlediska finálního produktu nezbytná, protože neovlivňují jeho vlastnosti.
- Prachové filtry se umisťují v místech překládky jemných frakcí, zejména cementu, a na míchačce. Tak lze zajistit, že emise prachu jsou udržovány na co nejnižší úrovni.
- Recyklační zařízení odebírá zbytkový čerstvý beton ze staveb pomocí domíchávačů a ten se po jejich vyčištění dostává do recyklačního zařízení, které odděluje beton zpět na pevnou a kapalnou část. Tím se zabrání vzniku odpadu z betonových zbytků. Komponenty, které v zařízení vzniknou jsou pak často znovu použity v procesu výroby betonu. Recyklačním zařízením je vybaveno mnoho betonáren.

## Galerie

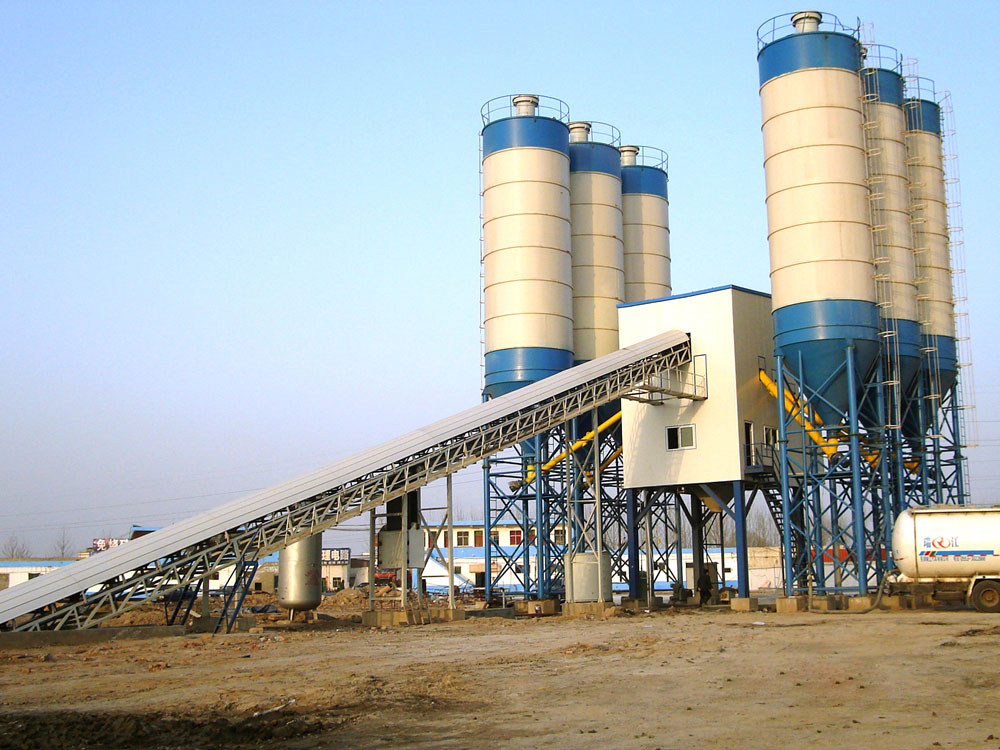
Typická severoamerická betonárna; delší pásové dopravníky kameniva a šnekové dopravníky cementu výrazně zpomalují výrobu
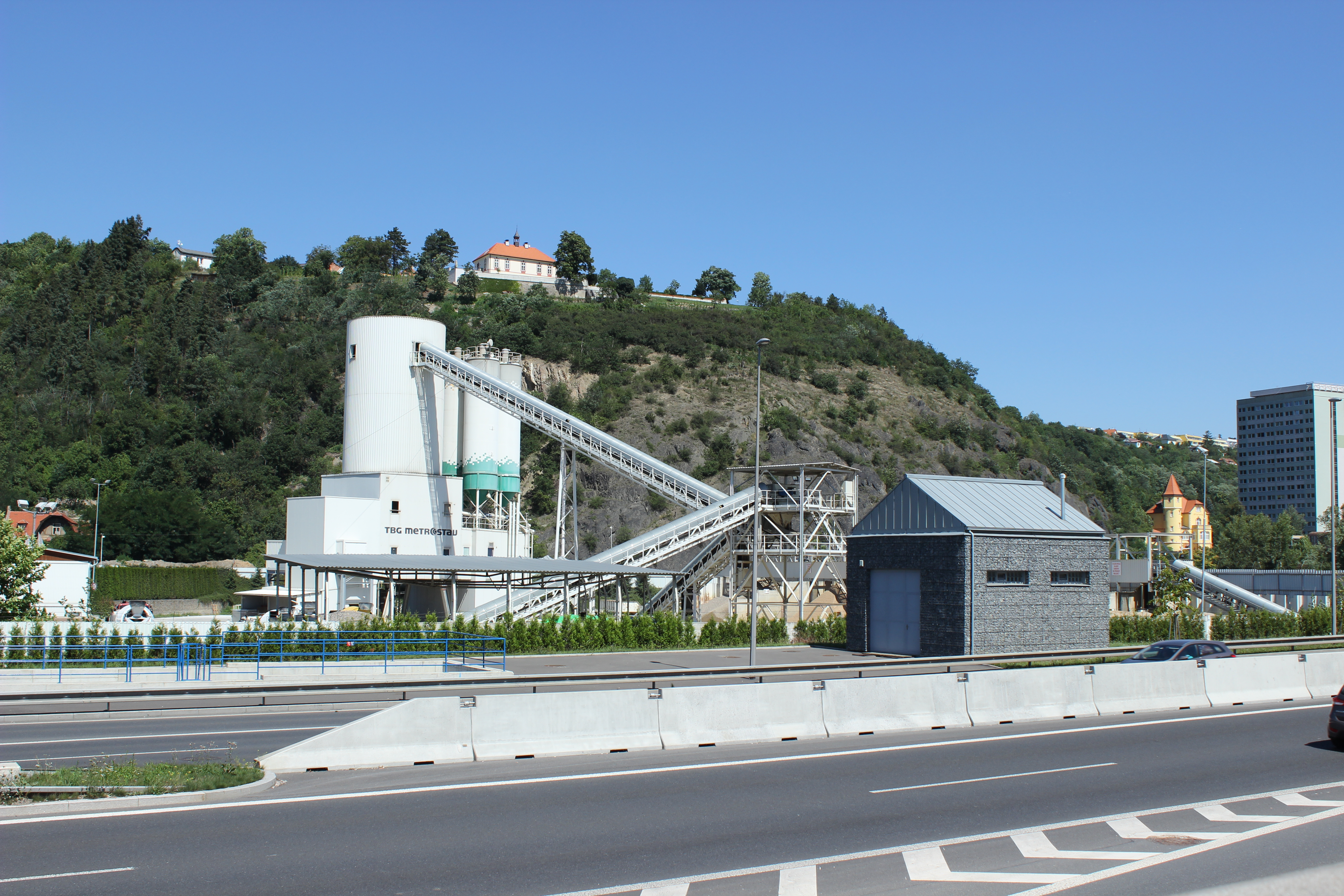
Betonárna v Troji
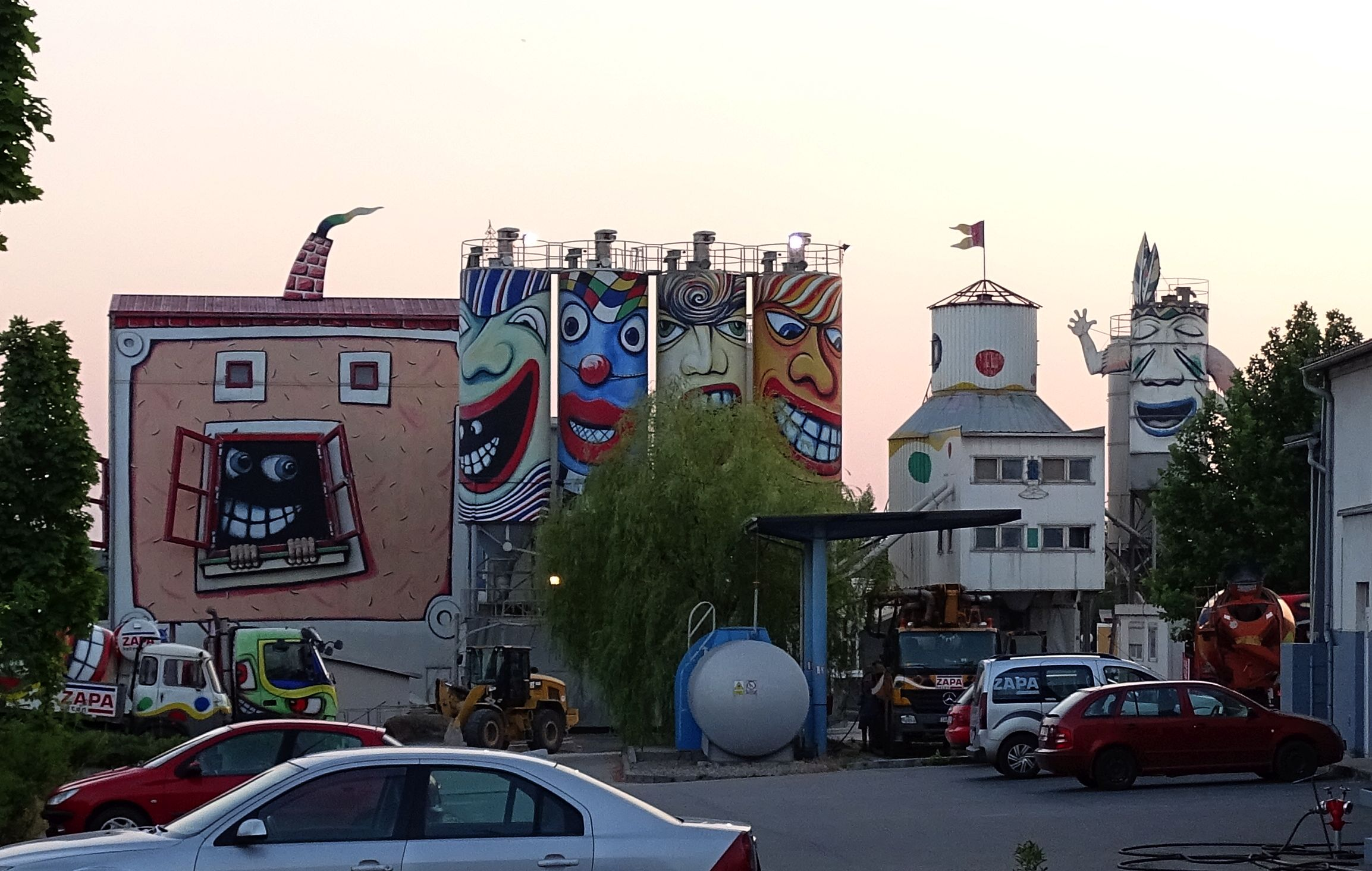
Betonárna na Kačerově
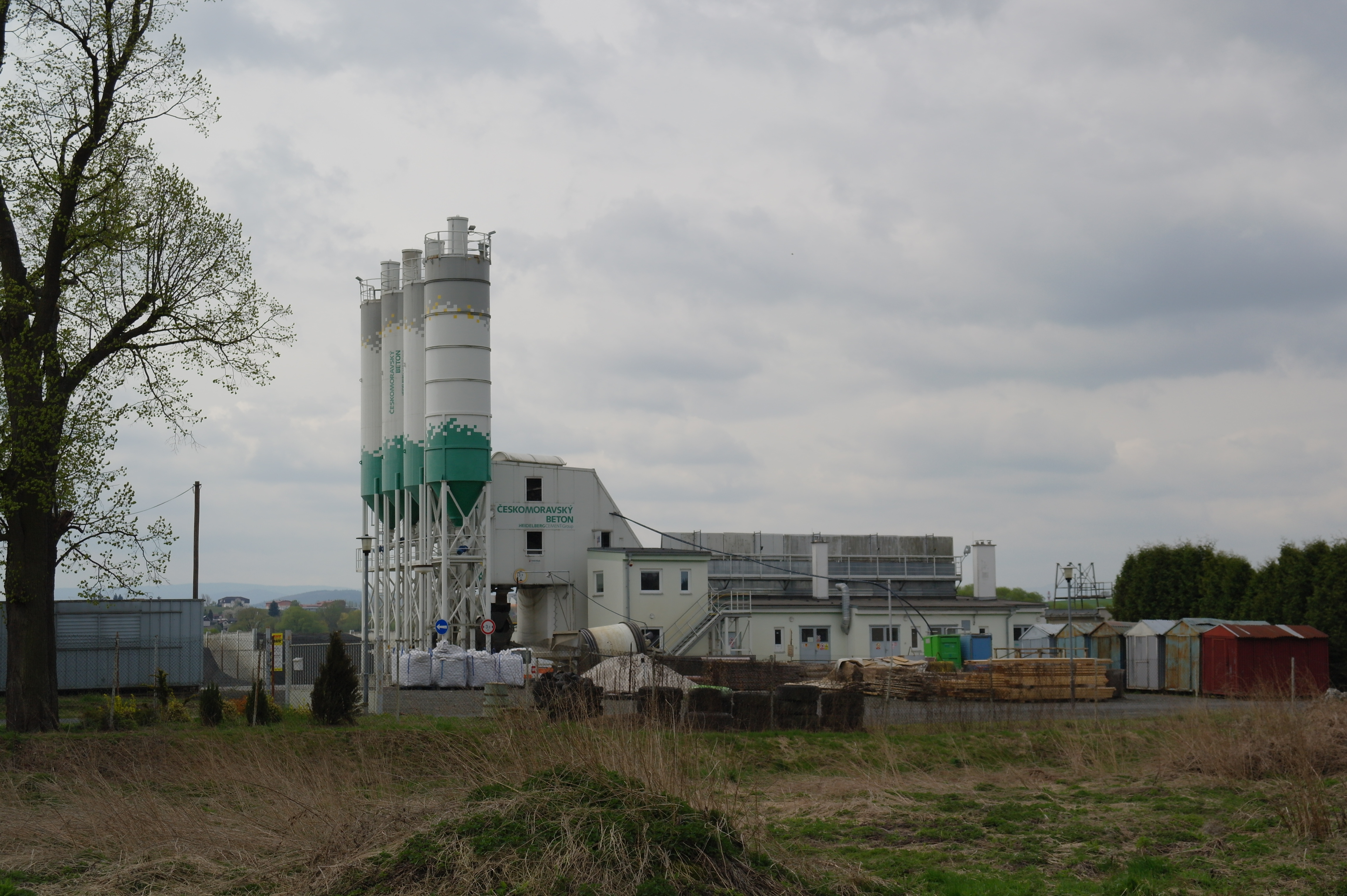
Betonárna v Chaloupkách
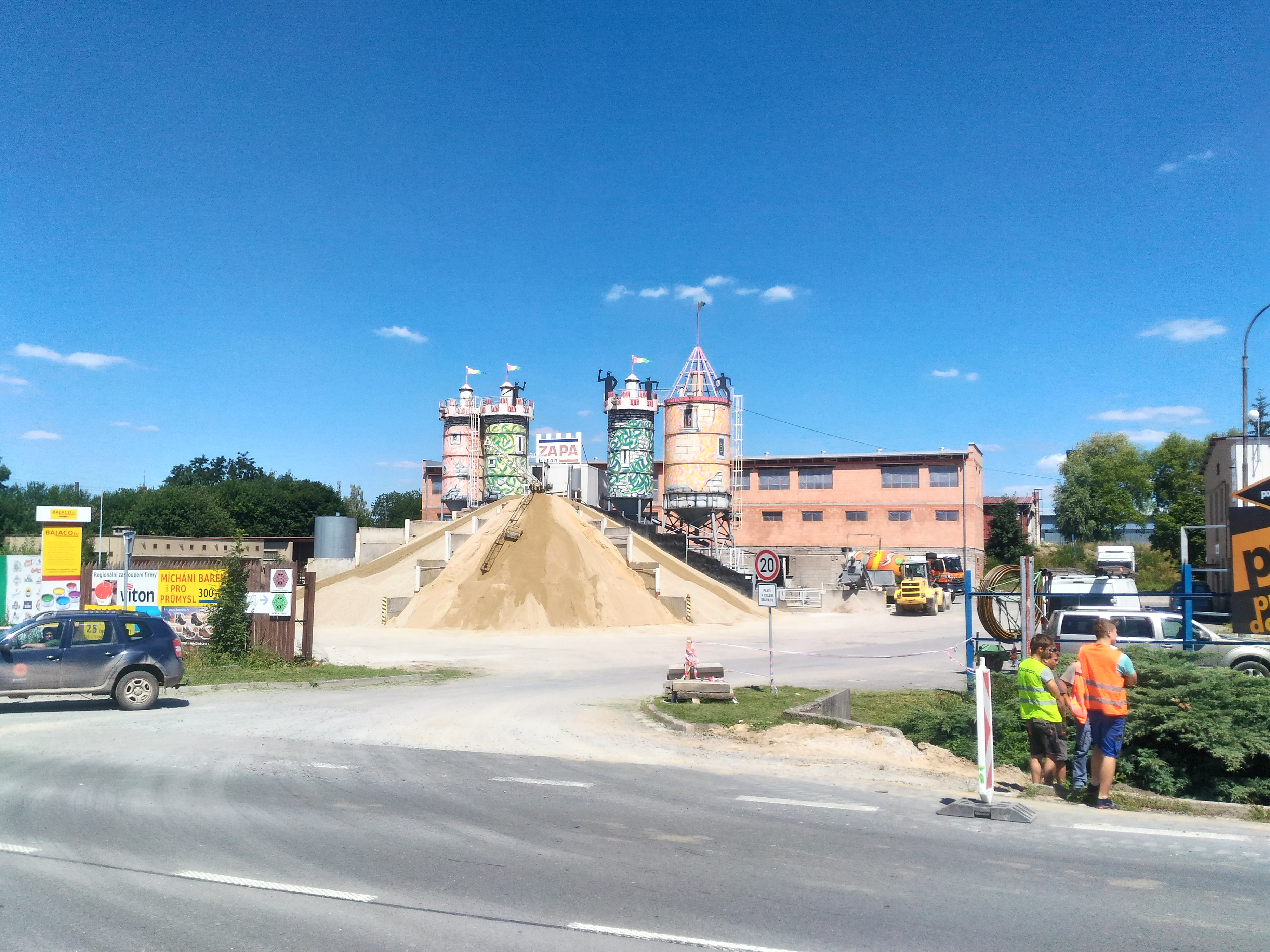
Betonárna ve Svitavách
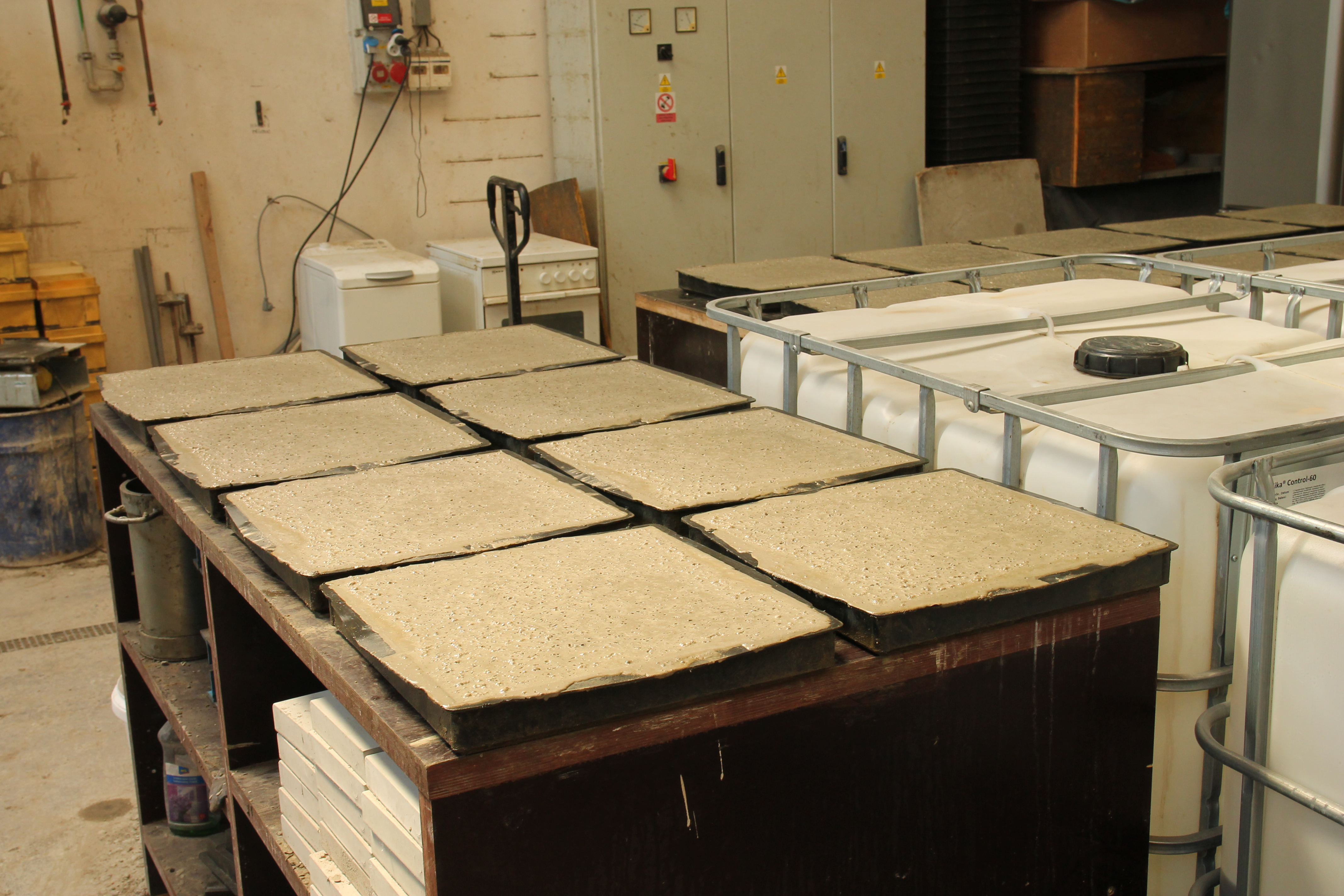
Laboratoř betonárny s odebranými vzorky vyrobených směsí